# Saint-Martin-en-Bière
Saint-Martin-en-Bière là một xã ở tỉnh Seine-et-Marne, thuộc vùng Île-de-France ở miền bắc nước Pháp.

## Dân số
Người dân ở Saint-Martin-en-Bière được gọi là San-Martinois.
Điều tra dân số năm 1999, xã này có dân số là 754.

## Hamlets of the Community
- Macherin
- Forges

## Neighboring cities
- Arbonne-la-Forêt
- Barbizon